# Róża Stambułu
Róża Stambułu (niem.: Die Rose von Stambul) – operetka Leo Falla w trzech aktach z 1916 roku. Premiera miała miejsce 2 grudnia 1916 roku w Wiedniu. Libretto zostało napisane przez Juliusa Brammera i Alfreda Grünwalda.